# Hay River

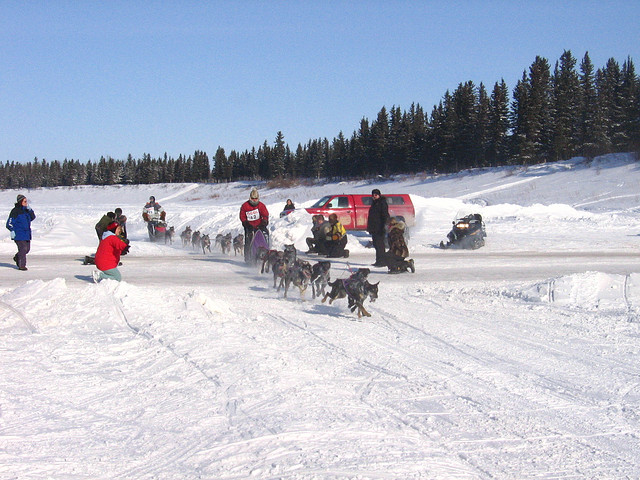
Una carrera de perros durante la Fiesta de Invierno de Hay River.

Hay River (idioma slave: Zátå’odehchee) es un pueblo canadiense, situado en el sur de los Territorios del Noroeste. Está al lado del Gran Lago del Esclavo y la boca del río Hay. El aeropuerto y unas casas están en una isla en el lago. La Carretera de Hay River enlaza el pueblo a la Carretera de Mackenzie y entonces la capital, Yellowknife. 
Según el censo de 2011 la población de Hay River es 3.606, por eso es el pueblo más grande y segunda localidad más grande del territorio. Una reserva india al este de la villa tiene una población de 292. Los dos nombres del pueblo lleva el nombre del río Hay. Hay River es un pueblo desde el 16 de junio de 1964.
Según el censo de 2006, la población de Hay River era 3.648 (en 2001 era 3.510). El inglés es el primer-idioma principal (86,62%, 3.160 hablantes) y hay 75 hablantes del otro idioma oficial de Canadá, el francés (2,06%). 10 hablan inglés y francés y hay 360 que hablan otros idiomas no oficiales (9,87%). 670 (43,86%) de su población es aborigen. 165 habitantes (4,52%) son miembros de una minoría visible, el grupo más grande es filipino (85, 2,33%).

## Clima
| Parámetros climáticos promedio de Aeropuerto de Hay River (1981–2010) | Parámetros climáticos promedio de Aeropuerto de Hay River (1981–2010) | Parámetros climáticos promedio de Aeropuerto de Hay River (1981–2010) | Parámetros climáticos promedio de Aeropuerto de Hay River (1981–2010) | Parámetros climáticos promedio de Aeropuerto de Hay River (1981–2010) | Parámetros climáticos promedio de Aeropuerto de Hay River (1981–2010) | Parámetros climáticos promedio de Aeropuerto de Hay River (1981–2010) | Parámetros climáticos promedio de Aeropuerto de Hay River (1981–2010) | Parámetros climáticos promedio de Aeropuerto de Hay River (1981–2010) | Parámetros climáticos promedio de Aeropuerto de Hay River (1981–2010) | Parámetros climáticos promedio de Aeropuerto de Hay River (1981–2010) | Parámetros climáticos promedio de Aeropuerto de Hay River (1981–2010) | Parámetros climáticos promedio de Aeropuerto de Hay River (1981–2010) | Parámetros climáticos promedio de Aeropuerto de Hay River (1981–2010) |
| Mes                                                                   | Ene.                                                                  | Feb.                                                                  | Mar.                                                                  | Abr.                                                                  | May.                                                                  | Jun.                                                                  | Jul.                                                                  | Ago.                                                                  | Sep.                                                                  | Oct.                                                                  | Nov.                                                                  | Dic.                                                                  | Anual                                                                 |
| --------------------------------------------------------------------- | --------------------------------------------------------------------- | --------------------------------------------------------------------- | --------------------------------------------------------------------- | --------------------------------------------------------------------- | --------------------------------------------------------------------- | --------------------------------------------------------------------- | --------------------------------------------------------------------- | --------------------------------------------------------------------- | --------------------------------------------------------------------- | --------------------------------------------------------------------- | --------------------------------------------------------------------- | --------------------------------------------------------------------- | --------------------------------------------------------------------- |
| Temp. máx. abs. (°C)                                                  | 10.7                                                                  | 13.9                                                                  | 15.6                                                                  | 26.0                                                                  | 33.3                                                                  | 34.0                                                                  | 35.6                                                                  | 36.7                                                                  | 31.7                                                                  | 25.6                                                                  | 15.0                                                                  | 14.4                                                                  | 36.7                                                                  |
| Temp. máx. media (°C)                                                 | -17.3                                                                 | -14.2                                                                 | -7.8                                                                  | 2.9                                                                   | 10.7                                                                  | 18.0                                                                  | 21.2                                                                  | 19.6                                                                  | 13.2                                                                  | 4.1                                                                   | -7.7                                                                  | -14.4                                                                 | 2.4                                                                   |
| Temp. media (°C)                                                      | -21.8                                                                 | -19.6                                                                 | -13.8                                                                 | -2.7                                                                  | 5.4                                                                   | 12.5                                                                  | 16.1                                                                  | 14.6                                                                  | 8.7                                                                   | 0.5                                                                   | -11.6                                                                 | -18.8                                                                 | -2.5                                                                  |
| Temp. mín. media (°C)                                                 | -26.2                                                                 | -24.9                                                                 | -19.8                                                                 | -8.1                                                                  | 0.0                                                                   | 7.0                                                                   | 10.9                                                                  | 9.5                                                                   | 4.1                                                                   | -3.2                                                                  | -15.4                                                                 | -23.1                                                                 | -7.4                                                                  |
| Temp. mín. abs. (°C)                                                  | -52.2                                                                 | -50.6                                                                 | -47.2                                                                 | -40.0                                                                 | -24.4                                                                 | -6.1                                                                  | -1.7                                                                  | -6.7                                                                  | -15.6                                                                 | -26.1                                                                 | -40.8                                                                 | -51.1                                                                 | -52.2                                                                 |
| Precipitación total (mm)                                              | 16.4                                                                  | 14.3                                                                  | 14.4                                                                  | 12.6                                                                  | 23.3                                                                  | 31.9                                                                  | 43.0                                                                  | 58.7                                                                  | 44.6                                                                  | 35.7                                                                  | 24.8                                                                  | 16.8                                                                  | 336.4                                                                 |
| Lluvias (mm)                                                          | 0.1                                                                   | 0.2                                                                   | 0.2                                                                   | 4.3                                                                   | 18.0                                                                  | 31.9                                                                  | 43.0                                                                  | 58.7                                                                  | 43.0                                                                  | 16.8                                                                  | 0.9                                                                   | 0.3                                                                   | 217.4                                                                 |
| Nevadas (cm)                                                          | 19.2                                                                  | 16.9                                                                  | 16.4                                                                  | 8.7                                                                   | 5.2                                                                   | 0.1                                                                   | 0.0                                                                   | 0.0                                                                   | 1.5                                                                   | 19.9                                                                  | 30.4                                                                  | 20.7                                                                  | 138.9                                                                 |
| Días de precipitaciones (≥ 0.2 mm)                                    | 11.3                                                                  | 9.7                                                                   | 8.5                                                                   | 5.0                                                                   | 8.0                                                                   | 8.8                                                                   | 9.9                                                                   | 11.3                                                                  | 12.2                                                                  | 12.6                                                                  | 14.2                                                                  | 11.4                                                                  | 122.8                                                                 |
| Días de lluvias (≥ 0.2 mm)                                            | 0.1                                                                   | 0.2                                                                   | 0.2                                                                   | 2.0                                                                   | 6.7                                                                   | 8.8                                                                   | 9.9                                                                   | 11.3                                                                  | 11.9                                                                  | 6.2                                                                   | 1.0                                                                   | 0.6                                                                   | 58.9                                                                  |
| Días de nevadas (≥ 0.2 cm)                                            | 12.0                                                                  | 10.1                                                                  | 8.7                                                                   | 3.7                                                                   | 1.8                                                                   | 0.1                                                                   | 0.0                                                                   | 0.0                                                                   | 0.8                                                                   | 8.1                                                                   | 14.5                                                                  | 12.4                                                                  | 72.2                                                                  |
| Humedad relativa (%)                                                  | 69.2                                                                  | 66.3                                                                  | 61.3                                                                  | 60.2                                                                  | 55.0                                                                  | 54.4                                                                  | 57.6                                                                  | 59.9                                                                  | 62.5                                                                  | 70.6                                                                  | 78.0                                                                  | 73.7                                                                  | 64.0                                                                  |
| Fuente: Environment Canada                                            |                                                                       |                                                                       |                                                                       |                                                                       |                                                                       |                                                                       |                                                                       |                                                                       |                                                                       |                                                                       |                                                                       |                                                                       |                                                                       |